# Burgundija - Franche-Comté
Burgundija - Franche-Comté (francoska izgovorjava: [buʁɡɔɲ fʁɑ̃ʃ kɔ̃te]; dob. 'Burgundija svobodna grofija', včasih okrajšano BFC; arpitansko Borgogne-Franche-Comtât) je regija v vzhodni Franciji, ki jo je leta 2014 ustanovila teritorialna reforma francoskih regij z združitvijo Burgundije in Franche-Comtéja. Nova regija je nastala 1. januarja 2016 po regionalnih volitvah decembra 2015, ko so izvolili 100 članov v regionalni svet Bourgogne-Franche-Comté.
Regija pokriva površino 47.783 km2 in osem departmajev; leta 2017 je imelo 2.811.423 prebivalcev. Njena prefektura in največje mesto je Dijon, čeprav regionalni svet zaseda v Besançonu, zaradi česar je Burgundija -Franche-Comté ena od dveh regij v Franciji (skupaj z Normandijo), v katerih prefekt ne zaseda v istem mestu kot regionalni svet.

## Toponimija
Besedilo zakona o teritorialni reformi podaja začasna imena za večino združenih regij, ki združujejo imena njihovih sestavnih regij, ločena z vezaji. Stalna imena so predlagali novi regionalni sveti in potrdili Conseil d'État do 1. oktobra 2016. Zato je začasno ime nove upravne regije sestavljeno iz imen nekdanjih upravnih regij Burgundije (Bourgogne) in Franche-Comté. Regija se je odločila obdržati svoje začasno ime kot stalno ime, odločitev, ki jo je Conseil d'État uradno razglasil 28. septembra 2016.
Združitev predstavlja zgodovinsko ponovno združitev vojvodine Burgundije (Duché de Bourgogne) in svobodne grofije Burgundije (Franche Comté de Bourgogne), ki sta nastali z razdelitvijo Kraljevine Burgundije v Verdunski pogodbi leta 843.

## Zgodovina

### Srednji vek
Ozemlje, ki je danes Burgundija in Franche-Comté, je bilo že združeno pod Kraljevino Burgundijo (od 5. do 8. stoletja). Razdeljeno je bilo na dva dela: vojvodino Burgundijo (danes Burgundija) v Franciji in grofijo Burgundijo (danes Franche-Comté) v Svetem rimskem cesarstvu. Grofija je bila v 17. stoletju ponovno vključena kot svobodna provinca v Kraljevino Francijo, ločeno od vojvodine, ki je ostala vazalna provinca Kraljevine Francije. Ti dve bivši provinci sta bili med francosko revolucijo ukinjeni.
- Burgundsko kraljestvo v 5. stoletju..
- Vojvodstvo in grofija Burgundija v 14. stoletju.

### Sodobnost
Večina območja, ki je sestavljalo regijo Burgundija-Franche-Comté, je nekoč pripadalo nekdanjima provincama Burgundija in Franche-Comté, vključuje pa tudi pomemben del nekdanjih provinc Nivernais (danes Nièvre), Šampanje (danes severni del Yonne), Orléanais (zdaj jugozahodni del Yonne), Territoire de Belfort (regija Alzacije, ki je po letu 1871 ostala francosko ozemlje) in majhen del Île-de-France (zdaj severozahodni del Yonne).
Od leta 1941 do 1944 je regionalna prefektura Vichy ponovno združila Burgundijo in Franche-Comté, prav tako igamie Dijon od 1948 do 1964. Med oblikovanjem regij Francije sta Burgundija in Franche-Comté ponovno postali dve ločeni regiji, najprej kot javne ustanove (javni organ s statusom pravne osebe (personne morale)) leta 1972, nato kot teritorialne skupnosti leta 1982.
14. aprila 2014 sta François Patriat in Marie-Guite Dufay (predsednika Burgundije oziroma Franche-Comtéja) na tiskovni konferenci oznanila željo po združitvi obeh regij, kar je sledilo izjavam premierja Manuela Vallsa, ki je predlagal poenostavitev upravne delitve Francije. 2. junija 2014 je zemljevid, ki ga je predstavil predsednik François Hollande, prikazal obe regiji kot eno. Ti dve regiji sta bili edini, ki sta se prostovoljno pogovarjali o združitvi, njuno zavezništvo pa je bilo edino, ki ni potrebovalo revizije državnega zbora ali senata.
Acte III de la décentralisation je 17. decembra 2014 uradno sprejela združitev obeh regij. Veljati je začela 1. januarja 2016.

## Geografija
Regija meji na Grand Est na severu, Île-de-France na severozahodu, Centre-Val de Loire na zahodu, Auvergne-Rona-Alpe na jugu in Švico (kantone Vaud,  Neuchâtel in Jura) na vzhodu.
Razdalje od Besançona, kjer zaseda regionalni svet, do drugih mest so: Pariz, glavno mesto države, 410 km; Bordeaux, 729 km; Toulouse, 762 km; Marseille, 538 km; Lyon, 227 km; Montpellier, 523 km; Nica, 694 km.

### Departmaji
Burgundija - Franche-Comté obsega osem departmajev: Côte-d'Or, Doubs, Jura, Nièvre, Haute-Saône, Saône-et-Loire, Yonne, Territoire de Belfort.

### Glavne občine
Največje občine so (prebivalstvo leta 2017):[7]
- Dijon (156.920; sedež regionalne prefekture)
- Besançon (115.934; sedež regionalnega sveta)
- Belfort (47.656)
- Chalon-sur-Saône (45.096)
- Auxerre (34.634)
- Mâcon (33.638)
- Nevers (32.990)

## Gospodarstvo
Bruto domači proizvod (BDP) regije je leta 2018 znašal 75,6 milijarde EUR, kar je predstavljalo 3,2 % celotne gospodarske proizvodnje Francije. BDP na prebivalca, prilagojen glede na kupno moč, je v istem letu znašal 24.200 € ali 80 % povprečja Evropske unije. BDP na zaposlenega je znašal 96 % povprečja EU.

## Galerija
- Staro mesto Besançon ob mrtvici reke Doubs
- Ulica Verrerie, Dijon
- Grad Belvoir
- Stavba departmanskega sveta, Belfort
- Palais ducal de Nevers
- Reka Yonne pri Auxerru
- Vinogradi v Volnayu